# Quilmes
Quilmes è una città argentina della provincia di Buenos Aires capoluogo del partido omonimo. Situato nella parte sud della area metropolitana bonaerense, è un importante centro industriale e terziario.

## Geografia
Quilmes sorge a 27 km a sud di Buenos Aires, sulla costa del Río de la Plata. Confina a nord con la città di Bernal, ad est con il Rio de la Plata, a sud con la città di Ezpeleta, Florencio Varela, Villa La Florida, San Francisco Solano e San José.

## Etimologia
Il toponimo si riferisce alla tribù diaghita dei Kilmes o Quilmes, qui condotte forzatamente dagli spagnoli nel XVII secolo. Il nome deriva dalla lingua cacán, oggi scomparsa, e significa "tra i monti".

## Storia
Nel 1665 gli spagnoli trasferirono la tribù dei Quilmes, originari dell'odierna provincia di Tucumán, in una riduzione ad una trentina di chilometri a sud di Buenos Aires. L'insediamento, fondato ufficialmente l'anno seguente, venne ribattezzato Exaltación de la Santa Cruz de los Kilme. Un decreto del governo indipendentista del 14 agosto 1812 dichiarò la riduzione sciolta e gli indigeni rimasti come normali cittadini. Sei anni dopo fu tracciato il piano di sviluppo della città. 
Nel corso della prima invasione britannica del 1806, le truppe del generale Beresford sbarcarono a Quilmes da dove poi marciarono alla volta di Buenos Aires. Nella prima metà del XIX secolo s'insediarono nella zona numerosi immigrati d'origine britannica. Nel 1872 la cittadina fu raggiunta dalla ferrovia per Buenos Aires. Grazie all'arrivo del treno Quilmes poté godere di un notevole sviluppo economico e demografico. L'arrivo di migliaia d'immigrati, principalmente italiani e spagnoli, favorì un rapido aumento della popolazione. Nel 1880 la città fu tra le possibili candidate come nuova capitale della provincia di Buenos Aires.

## Monumenti e luoghi d'interesse
- Cattedrale dell'Immacolata Concezione

## Società

### Religione
La città è sede della diocesi di Quilmes, istituita il 19 giugno 1976 e suffraganea dell'arcidiocesi di Buenos Aires.

## Cultura

### Istruzione

#### Musei
- Casa della Cultura
- Museo delle Arti Visive "Victor Roverano"
- Museo Storico Fotografico di Quilmes

### Teatri
- Teatro Municipale
- Teatro Cervantes

## Infrastrutture e trasporti

### Strade
La principale via d'accesso alla città è l'autostrada Buenos Aires-La Plata che attraversa tutta l'area sud della Gran Buenos Aires.

### Ferrovie
Quilmes è servita da una propria stazione ferroviaria lungo la linea suburbana Roca che unisce le città del sud della area metropolitana bonaerense con Buenos Aires e La Plata.

## Sport
La principale società sportiva della città è il Quilmes Atlético Club, fondato nel 1887 e detentore di due titoli nazionali. L'altro club calcistico cittadino è l'Argentino di Quilmes, fondato nel 1899.

## Amministrazione

### Gemellaggi
Quilmes è gemellata con:
- Quilmes (popolo)
- San Mauro Castelverde terra di origine della locale comunità di emigrati maurini.[1]
- Playa (Cuba)
- Tarija
- Nanchang, 2008[2].
- Isla Mujeres
- Stilo (Italia)
- Canoas
- Barquisimeto
- Colonia del Sacramento
- Sant'Angelo Muxaro